# Haplogryllacris deflorata
Haplogryllacris deflorata är en insektsart som först beskrevs av Brunner von Wattenwyl 1888.  Haplogryllacris deflorata ingår i släktet Haplogryllacris och familjen Gryllacrididae. Inga underarter finns listade i Catalogue of Life.